# Michael Tschechow

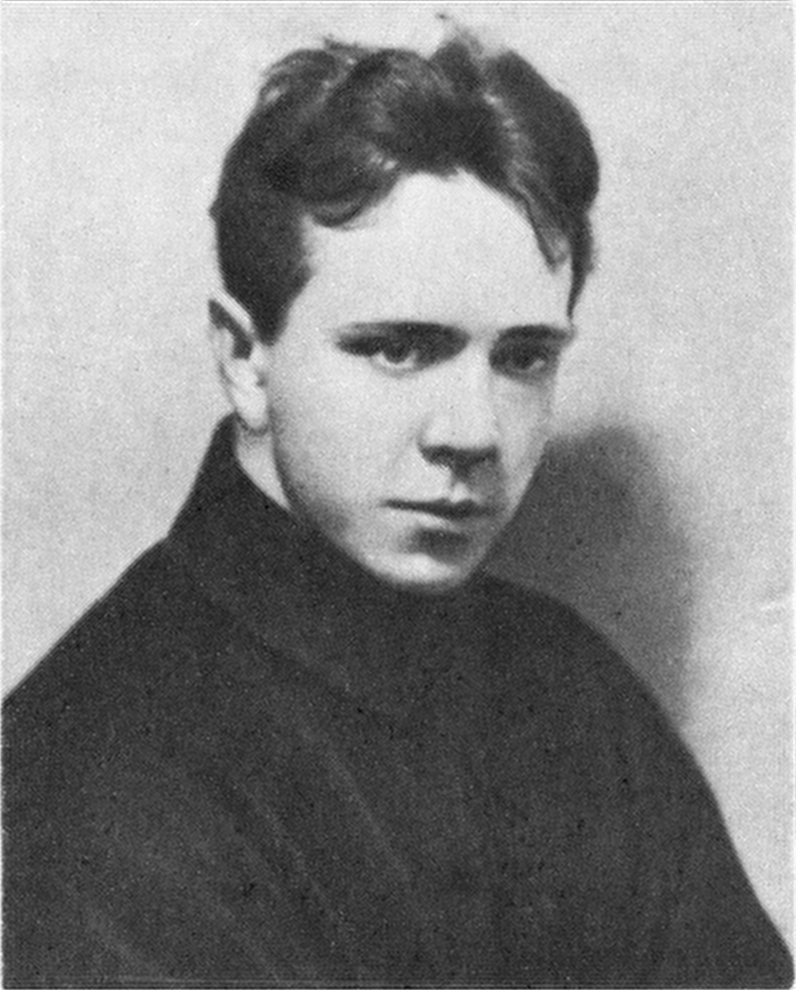
Michael Tschechow (1910er-Jahre)

Michael Alexandrowitsch Tschechow (russisch Михаил Александрович Чехов; * 16. Augustjul. / 28. August 1891greg. in Sankt Petersburg; † 30. September 1955 in Beverly Hills) war ein russisch-US-amerikanischer Schauspieler, Regisseur, Autor.

## Leben
Michael Tschechow, ein Neffe des Schriftstellers Anton Tschechow, lernte durch seinen Vater Alexander Tschechow bereits in seiner frühen Jugendzeit die russische Literatur sowie die Philosophie Schopenhauers und Nietzsches kennen. Mit 16 Jahren wurde Tschechow ein Schüler in der Theaterschule Suworins, die er 1910 beendete. Eineinhalb Jahre später hatte er am Petersburger Malyj-Theater sein Debüt. 1911 wurde Tschechow von Konstantin Stanislawski an das Moskauer Künstlertheater (MChAT) engagiert. Das MChAT war seinerzeit das bedeutendste Theater Russlands. Hier arbeiteten die wichtigsten Vertreter der russischen Theateravantgarde, unter anderen Meyerhold und Wachtangow. Für die weitere persönliche und künstlerische Entwicklung Tschechows hatte Wachtangow eine noch größere Bedeutung als Stanislawski. In den folgenden Jahren entwickelten sich eine Freundschaft und eine enge künstlerische Zusammenarbeit zwischen beiden.
Tschechow war von 1914 bis 1917 in erster Ehe mit der Schauspielerin Olga Tschechowa verheiratet. Ihre gemeinsame Tochter Ada Tschechowa wurde ebenfalls Schauspielerin.
Nachdem Wachtangow 1922 gestorben war, wurde Tschechow als künstlerischer Leiter an das 'Erste Studio' des Künstlertheaters berufen. Aufgabe des Studios war es, neue Ideen mit jungen Schauspielern zu entwickeln und zu erproben. Auf einer Gastspielreise hatte Tschechow Rudolf Steiner und dessen Anthroposophie kennengelernt, die für ihn eine große Inspirationsquelle wurde. Die Ideen Steiners, vor allem die Eurythmie und die Sprachgestaltung, sollten in seine Tätigkeit im Künstlertheater einfließen. Durch die andauernde angespannte politische Situation im Zuge der Russischen Revolution wurde es jedoch für Tschechow immer schwieriger, seine Arbeit weiterzuführen. Unter zunehmender Zensur und wegen seiner offen bekundeten spirituellen Einstellung – sie stand im Gegensatz zur herrschenden Ideologie – wurden seine Produktionen als reaktionär und antisowjetisch bezeichnet. Tschechow wurde bald vor die Wahl gestellt, Russland zu verlassen oder eine Verhaftung zu riskieren. Am Vorabend der geplanten Festnahme konnte er mit seiner zweiten Ehefrau im August 1928 nach Berlin entkommen.
Es folgte eine Zeit, in der Tschechow Engagements an verschiedenen Theatern in Europa annahm. Neben Wien und Berlin führte ihn sein Weg nach Paris, wo er mit seinem neu gegründeten russischen Theater wenig Erfolg hatte, und ins Baltikum, wo er 1932 in Riga und Kaunas erfolgreich als Schauspieler und Regisseur arbeitete. Hier hielt er Schauspielkurse ab und beabsichtigte, eine Schauspielschule zu eröffnen. Die politische Lage des beginnenden Nationalsozialismus machten seine Pläne zunichte. Durch die junge Schauspielerin Beatrice Straight – ihre Eltern planten auf ihrem Landsitz Dartington Hall in Devonshire, England, ein Theaterprojekt zu etablieren – übernahm Tschechow die Leitung des dort angegliederten Theaters. 1936 eröffnete auf Dartington Hall The Chekhov Theatre Studio, in dem der Künstler sich seit dem Verlassen Russlands zum ersten Mal wieder der Entwicklung seiner Schauspielmethode widmen konnte. Der Ausbruch des Zweiten Weltkrieges machte jedoch bald darauf jede weitere Arbeit unmöglich. 1939 zog das Chekhov Studio nach Ridgefield/USA um.
War Tschechows Arbeit in England frei von finanziellen Zwängen gewesen, fand er in den USA eine Situation vor, die von seiner Ausbildungarbeit wirtschaftlich tragfähige Produktionen verlangte. Der wenige Monate später aufgeführten Produktion am Broadway war kein großer Erfolg beschieden, und es zeigte sich, dass diese Präsentation mit Tschechows neuer Methode verfrüht gewesen war. Nach dem nächsten Umzug nach Hollywood fand Michael Tschechow einen geeigneten Ort, zu unterrichten und zu spielen und an seinem Buch über die Technik des Schauspielers zu arbeiten. Unter seinen Schülern befanden sich Ingrid Bergman, Gregory Peck, Marilyn Monroe und Anthony Quinn, die später zu Ruhm und Ehren gelangten. Einer seiner wichtigsten Schüler war Robert Lewis, Schauspieler und Regisseur sowie Mitgründer des Actors Studio in New York City. Trotz seiner andersgearteten Überzeugung ging Tschechow Verträge mit Filmgesellschaften ein und spielte unter namhaften Regisseuren wie Alfred Hitchcock, Ben Hecht und anderen. Seine Darstellung eines Psychiaters in Hitchcocks Ich kämpfe um dich (1945) brachte ihm eine Oscar-Nominierung als Bester Nebendarsteller ein.
1953 erschien Tschechows Buch To the Actor im Verlag Harper & Row. Zuvor war Tschechow auf Betreiben des Verlegers allerdings gezwungen, die angeblich mystischen Bezüge zur Anthroposophie zu streichen. Erst danach stimmte der Verlag einer Veröffentlichung zu.

## Methode
1922 begegnete Tschechow Rudolf Steiner in Berlin, 1924 in Arnheim, wo er ein ausführliches Gespräch mit ihm hatte und von dem wesentliche Impulse zur Ausarbeitung seiner Lehrmethode ausgingen. Durch Konzentrationsübungen wird das Denken zum bildhaften Erleben gesteigert, bis der Bühnencharakter vor dem inneren Auge des Schauspielers erscheint. Allmählich gewinnt die so durch Konzentration bildhaft aufgebaute Bühnenpersönlichkeit ein Eigenleben und tritt in einen inneren Dialog mit dem Schauspieler, aus dem sich die weitere Ausgestaltung der Rolle ergibt. Besonderen Wert legte Tschechow darauf, dass dabei der Schauspieler die „Schatzkammer seines Unterbewusstseins“ anzapft. Das erfolgt auch mit Hilfe intensiver körperlicher Übungen, die eine Auswirkung auf emotionale und mentale Prozesse haben (und umgekehrt), was mittlerweile auch im Zusammenhang mit neurowissenschaftlichen Erkenntnissen nachvollziehbar wird. Da sich das Schauspiel nicht in einem leeren, neutralen Raum entfaltet, muss der Schauspieler auch die Atmosphäre berücksichtigen, in der die einzelne Szene bzw. das ganze Stück spielt. Als gleichsam überpersönliche, objektive Gefühlssphäre verbindet diese Atmosphäre das Spiel der einzelnen Akteure zu einem harmonischen Ganzen. Mit der Methode der „Psychologischen Geste“ (auch als Gebärde übersetzt) verbindet Tschechow die körperliche Aktivität der Schauspieler mit der Imagination. Es entsteht eine enge Verbindung von Körper, Geist und innerem Erleben.

## Veröffentlichungen
- 1985: Lessons for the Professional Actor. Performing Arts Journal Publications, New York.
  - 2013: Lektionen für den professionellen Schauspieler. Herausgegeben von Anton Rey und Mani Wintsch. Nach Notizen transkribiert und zusammengestellt von Deirdre Hurst du Prey. Deutsch von Michael Raab. Mit einem Vorwort von Mel Gordon. Alexander, Berlin/Köln, ISBN 978-3-89581-322-1.
  - 2022: Lektionen für den professionellen Schauspieler. Nachauflage. Herausgegeben von Anton Rey und Mani Wintsch. Nach Notizen transkribiert und zusammengestellt von Deirdre Hurst du Prey. Deutsch von Michael Raab. Mit einem Vorwort von Mel Gordon. Alexander Verlag Berlin, ISBN 978-3-89581-586-7
- 1990: Die Kunst des Schauspielers. Moskauer Ausgabe. Verlag Urachhaus, Stuttgart, ISBN 3-87838-671-0.
- 1992: Werkgeheimnisse der Schauspielkunst. Aus dem Englischen übersetzt von Georgette Boner und Hedwig David. Mit einem Vorwort von Yul Brynner. Werner Classen, Zürich/Stuttgart.
- 2002: To the Actor. Second Ed., Routledge, ISBN 978-0-415-25875-3.
- 2022: Der Schauspieler ist das Theater. New Yorker Vorträge 1942. Herausgegeben von Anton Rey und Ulrich Meyer-Horrsch. Deutsch von Michael Raab. Mit einem Nachwort von Lionel Walsh. Alexander Verlag Berlin.

## Filmografie (Auswahl)
- 1929: Der Narr seiner Liebe
- 1930: Troika
- 1930: Phantome des Glücks
- 1945: Ich kämpfe um dich (Spellbound)
- 1952: Geborgtes Glück (Invitation)
- 1954: Symphonie des Herzens (Rhapsody)